# Підвіска автомобіля

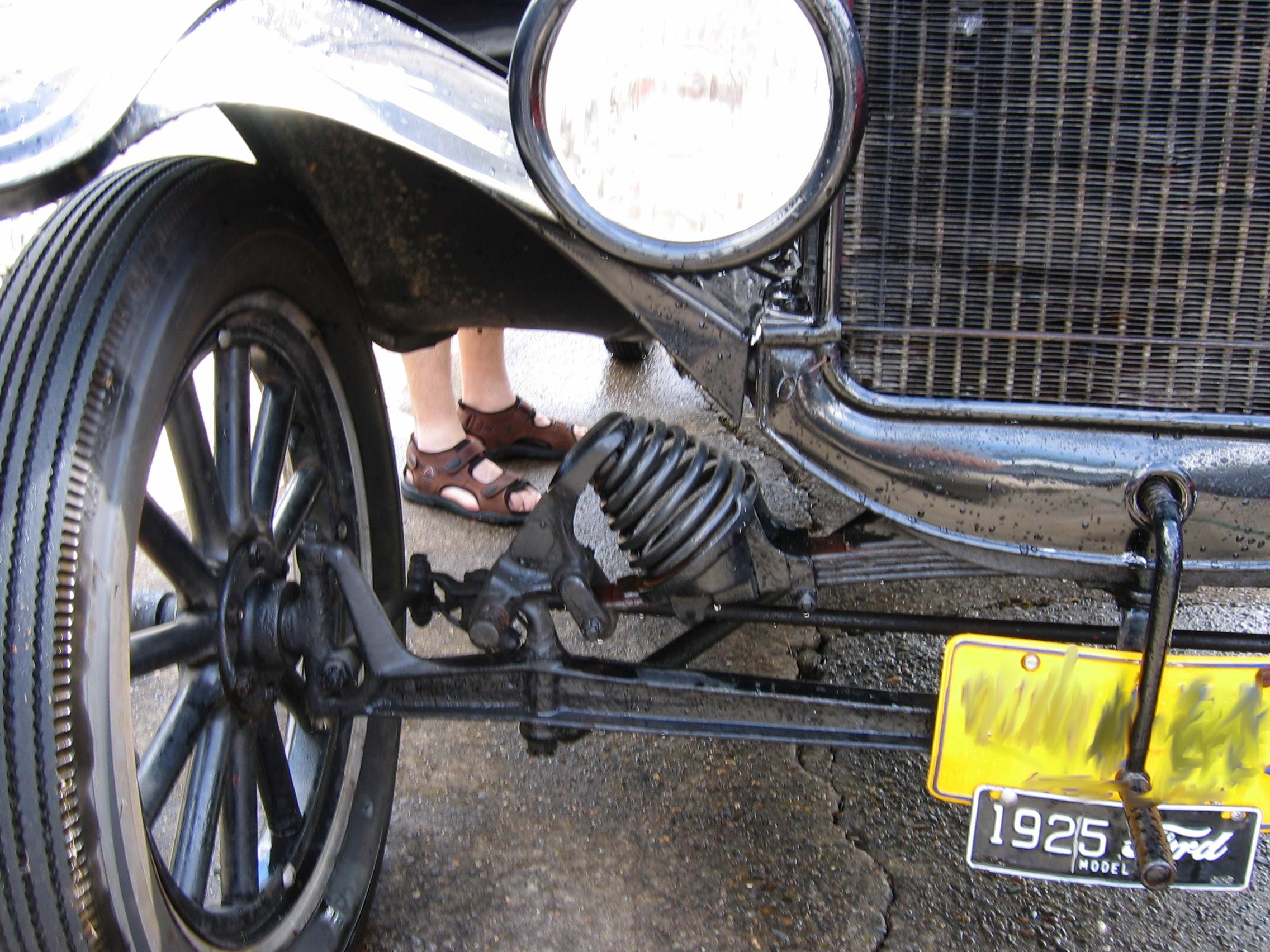
Підвіска Ford Model T з поперечними ресорами (пружини додані пізніше)

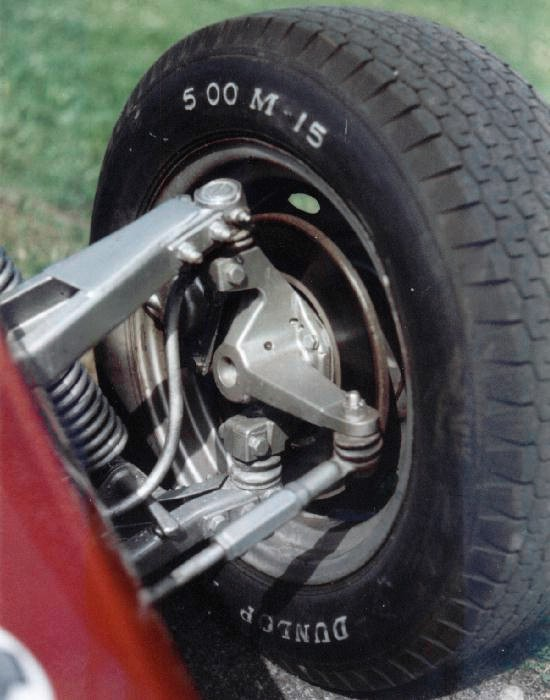
Підвіска Saab Quantum IV на подвійних поперечних важелях

Підвіска автомобіля, або система підресорювання — сукупність деталей, вузлів і механізмів, які грають роль сполучної ланки між кузовом автомобіля і дорогою. Входить до складу шасі.
За ДСТУ 2947-94: Підвіска автомобіля — сукупність пристроїв, що сполучають міст чи колеса з рамою (кузовом) автомобіля, призначених для зменшення динамічних навантажень під час руху по нерівностях дороги, що забезпечують передачу всіх сил і моментів, що діють між колесами і рамою (кузовом).
Підвіска виконує такі функції:
- Фізично з'єднує колеса або нерозрізні мости з тримальною системою автомобіля — кузовом або рамою;
- Передає на тримальну систему сили і моменти, що виникають при взаємодії коліс з дорогою;
- Забезпечує необхідний характер переміщення коліс відносно кузова або рами, а також необхідну плавність ходу.

Основними елементами підвіски є:
- Пружні елементи, які сприймають і передають нормальні (спрямовані по вертикалі) сили реакції дороги, що виникають при наїзді колеса на її нерівності;
- Напрямні елементи, які задають характер переміщення коліс і їх зв'язку між собою і з тримальною системою, а також передають поздовжні і бічні сили та їх моменти.
- Амортизатори, які слугують для гасіння коливань тримальної системи, що виникають внаслідок дії дороги.

У реальних підвісках найчастіше один елемент виконує відразу декілька функцій. Наприклад, багатолистова ресора в класичній ресорній підвісці заднього моста сприймає одночасно як нормальну реакцію дороги (тобто, є пружним елементом), так і бічні і подовжні сили (тобто, є і спрямовувальним елементом), а також за рахунок міжлистового тертя виступає як недосконалий фрикційний амортизатор.
Проте в підвісках сучасних автомобілів, як правило, кожну з цих функцій виконують окремі конструктивні елементи, досить жорстко задають характер переміщення коліс відносно несної системи і дороги, що забезпечує задані параметри стійкості і керованості.
Сучасні автомобільні підвіски стають складними конструкціями, що поєднують механічні, гідравлічні, пневматичні та електричні елементи, часто мають електронні системи управління, що дозволяє досягти поєднання високих параметрів комфортабельності, керованості і безпеки.

## Історія
На підставі археологічних знахідок припускають, що повози з підвіскою існували вже в Стародавньому Римі. Проте, першим транспортним засобом, що безсумнівно використовував підвіску, вважається угорський коч, який з'явився в XV—XVI століттях. Система підвіски коча складалася із шкіряних ременів (пасів) чи залізних ланцюгів, надягнутих між встановленими на осях стійками, на яких й підвішувався за кути кузов. Така ж система застосовувалася довго: наприклад, її можна було зустріти на американських «конкордах» XIX століття. У середині XVIII ст. починають використовувати сталеві ресори (наприклад, на ландо).

## Основні установні параметри підвіски

### Колія і колісна база
Колія — поперечна відстань між найвіддаленішими точками плям контакту шин з дорогою. Колія передньої осі може відрізнятися від колії задньої осі.
Колісна база — поздовжня відстань між осями передніх і задніх коліс.

### Центри нахилу і вісь нахилу
Центр поперечного нахилу — це уявна точка, розташована у вертикальній площині, яка проходить через центри коліс, і при нахилі автомобіля в кожен конкретний момент часу залишається нерухомою.
Іншими словами, це уявна точка, розташована над уявною віссю, що з'єднує центри передніх або задніх коліс, навколо якої нахиляється автомобіль (в повороті, при проїзді нерівностей, і так далі).
Його розташування визначається конструкцією підвіски. Оскільки спереду і ззаду її конструкція не обов'язково однакова, розрізняють окремо передній і задній центри поперечного нахилу — тобто, передній і задній кінці автомобіля (точніше, його передня і задня підвіски) володіють власними центрами нахилу.
З'єднує передній і задній центри поперечного нахилу лінія — вісь поперечного нахилу. Це та уявна вісь, навколо якої обертається кузов автомобіля при нахилі.
На автомобілях з залежною задньою підвіскою як правило вона досить сильно нахилена вперед (на них передній центр поперечного нахилу зазвичай знаходиться на, або навіть під поверхнею дороги, а задній розташований порівняно високо). На автомобілях з незалежною підвіскою спереду і ззаду вісь поперечного нахилу зазвичай приблизно паралельна поверхні землі і розташована порівняно високо (тим краще, чим ближче до висоти центру тяжіння — про їхні відносини див нижче.).
Центр поперечного нахилу і вісь поперечного нахилу мають дуже великий вплив на керованість автомобіля. При повороті відцентрова сила діє на центр тяжіння автомобіля, і він починає переміщатися навколо осі поперечного нахилу. Чим ближче вісь крену до центру тяжіння автомобіля, тим менше нахиляється автомобіль, що дозволяє проходити повороти на великій швидкості і підвищити комфортабельність.
Як правило, однак, вісь нахилу проходить порівняно низько під центром тяжіння, оскільки через застосування на серійних автомобілях високих рядних двигунів і досить високого розміщення пасажирів в салоні їх центр тяжіння виявляється досить високим. Майже повне суміщення осі поперечного нахилу і центра тяжіння досягається або на низьких спортивних автомобілях, особливо з низькими V-подібними або опозитними моторами (наприклад, задньомоторний «Порше»), або за рахунок особливої геометрії підвіски, що розміщає центр нахилу досить високо (наприклад, передня підвіска Ford Fiesta має центр нахилу, близький до центра тяжіння, а задня напівзалежна — вже ні).
Крім центру поперечного нахилу, виділяють і центр поздовжнього нахилу, який залишається нерухомим в той час, як автомобіль розганяється і гальмує. Як відомо, при розгоні і гальмуванні, особливо різкому, кузов автомобіля нахиляється відповідно назад або вперед.
Тут діють ті ж самі закономірності: чим ближче поздовжній центр нахилу до центру тяжіння, тим менше автомобіль «клює носом» при гальмуванні і «присідає» при розгоні. Саме на цьому ґрунтується принцип дії так званої «протиклювкової геометрії» передньої підвіски — за рахунок особливого нахилу осей важелів підвіски в поздовжній площині досягається досить високе положення центру подовжнього нахилу, при якому він майже потрапляє або максимально наближається до центру тяжіння і автомобіль практично не «клює носом» навіть при дуже різкому гальмуванні.

### Параметри установки керованих коліс

#### Плече обкату

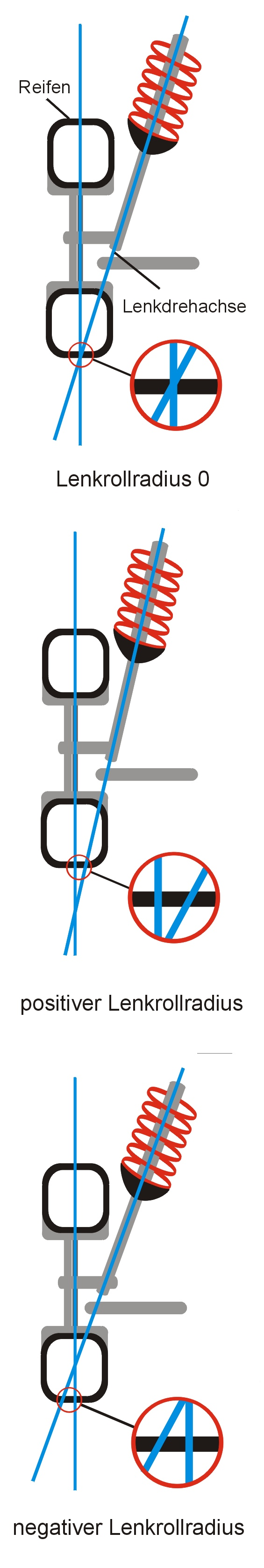
Різні варіанти плеча обкату. Нульове (зверху) позитивне (в центрі) негативне (знизу)

У зв'язку з конструктивними особливостями підвіски автомобіля (наприклад, такими, як розміщення всередині коліс гальмівного механізму і частини деталей підвіски), площина обертання колеса і вісь його повороту в більшості випадків виявляються на певній відстані один від одного. Це відстань, що вимірюється на рівні поверхні землі, і називається плечем обкату.
Таким чином, плече обкату (Scrub Radius) — це відстань по прямій між точкою, в якій вісь повороту колеса перетинається з дорожнім полотном, і центром плями контакту колеса і дороги (в ненавантаженому стані автомобіля). При повороті колесо «обкатується» навколо осі свого повороту з цього радіусу.
Воно може бути нульовим, позитивним і негативним (всі три випадки показані на ілюстрації).
Протягом десятиліть на більшості автомобілів використовувалися порівняно великі позитивні значення плеча обкату. Це дозволяло зменшити зусилля на рульовому колесі при парковці (бо колесо котиться при повороті керма, а не просто проверталось на місці, як при нульовому плечі обкату) і звільнити місце в підкапотному просторі за рахунок виносу коліс «назовні».
Проте з часом стало ясно, що позитивне плече обкату може бути небезпечним — наприклад, при відмові гальм одного боку, проколі однією з шин або порушенні регулювання, кермо починає сильно «рватися з рук». Цей же ефект спостерігається при великому позитивному плечі обкату і при проїзді будь-якої нерівності на дорозі, але плече все ж робили досить малим, щоб при нормальному водінні воно залишалося малопомітним.
Тому починаючи з 70 —80-тих років, у міру збільшення швидкостей руху автомобілів і з розповсюдженням підвіски типу «Макферсон», що допускає це з технічного боку, стали з'являтися автомобілі з нульовим або навіть від'ємним плечем обкату. Це дозволяє мінімізувати описані вище небезпечні ефекти.
Наприклад, на «класичних» моделях ВАЗ плече обкату було позитивним, а на передньопривідному сімействі LADA Samara — стало вже негативним.
Плече обкату визначається не тільки конструкцією підвіски, а й параметрами коліс. Тому при підборі незаводських «дисків» (за прийнятою в технічній літературі термінології ця частина іменується «колесо» і складається з центральної частини — диска і зовнішньої, на яку садиться шина, — обода) для автомобіля слід дотримуватися зазначених заводом-виробником допустимих параметрів, особливо — виліт, оскільки при встановленні коліс з неправильно підібраним вильотом плече обкату може сильно змінитися, що вельми істотно позначається на керованості і безпеці автомобіля, а також на довговічності його деталей.
Наприклад, при установці коліс з нульовим або від'ємним вильотом, при передбаченій заводом-виробником позитивній (наприклад, занадто широкій) площині обертання колеса, зсувається назовні від незмінній при цьому осі повороту колеса, і плече обкату може придбати великі позитивні значення, кермо почне «рватися» з рук на кожній нерівності дороги, зусилля на ньому при парковці перевищує всі допустимі величини, а знос маточних підшипників істотно збільшується.

#### Розвал і сходження

Розвал колеса

Розвал — кут нахилу площини обертання колеса, взятий між нею і вертикаллю.
Сходження — кут між напрямком руху і площиною обертання колеса.

#### Кастер

Позитивний кастер

Кастер, або кастор — це подовжній кут осі повороту колеса, узятий між нею і вертикаллю.
На задньоприводних автомобілях осі повороту передніх коліс завжди нахиляють назад (позитивний кастер). При нахиленій назад осі повороту колесо під час руху саме прагне зайняти положення позаду цієї осі, що створює динамічну стабілізацію. Це можна уподібнити поведінці коліщатка рояля або офісного стільця (у багатьох європейських мовах таке коліщатко якраз і називається caster, castor або Castor-Rad) — при коченні воно завжди саме займає положення позаду своєї осі. При русі в повороті бічні сили реакції дороги також намагаються повернути колесо у вихідне положення, оскільки прикладаються позаду осі його повороту.
З тієї ж причини вилку переднього колеса на мотоциклах і велосипедах теж завжди нахиляють назад.
Завдяки наявності позитивного кастера задньоприводний автомобіль продовжує їхати прямо при відпущеному кермі, навіть незважаючи на вплив збурюючих сил — нерівностей дороги, бічного вітру і так далі. Колесо, яке має позитивний кастер, намагається зайняти положення, відповідне прямолінійному руху, навіть якщо лопнула одна з рульових тяг.
Звідси випливає досконала неприпустимість при тюнінзі задньоприводних автомобілів надмірно ліфтувати задню підвіску — при цьому кузов разом з віссю повороту передніх коліс нахиляється вперед, і кастер стає нульовим або навіть від'ємним, при цьому ефект динамічної стабілізації передніх коліс змінюється їх динамічною дестабілізацією, що значно ускладнює керування автомобілем і робить його небезпечним. Більшість передніх підвісок автомобілів мають можливість регулювання кастера в невеликих межах для компенсації нормального зносу в процесі експлуатації.
Для передньоприводного автомобіля позитивний кастер набагато менш актуальний, тому що передні колеса вже не вільно котяться, а тягнуть машину за собою, і невелике його позитивне значення зберігають лише для більшої стійкості при гальмуванні.

### Підресорені і безпружинні маси
Безпружинна маса включає в себе масу деталей, вага яких при нерухомому навантаженому автомобілі безпосередньо передається на дорогу (опорну поверхню).
Інші деталі і елементи конструкції, маса яких передається на поверхню дороги не безпосередньо, а через підвіску, відносять до підресорених мас.
Більш конкретні способи визначення безпружинних мас описують національні та міжнародні стандарти. Наприклад, відповідно до стандарту DIN ресори, важелі підвіски, амортизатори і пружини відносяться до безпружинних мас, а торсіонні вали — вже до підресорених. Для стабілізатора поперечної стійкості ж, половина маси береться як підресорена, а половина — як безпружинна.
Таким чином, точно визначити величину непідресорених і підресорених мас можна або на спеціальному стенді, або маючи можливість точно зважити всі деталі ходової частини автомобіля і провівши досить складні розрахунки.
Числове значення безпружинних і підресорених мас необхідно для розрахунку характеристик коливань автомобіля, які визначають плавність його ходу і, відповідно, комфортабельність.
У загальному випадку, чим більше безпружинна маса — тим гірше плавність ходу, і навпаки — чим вона менша, тим хід автомобіля плавніший. Точніше кажучи, все залежить від співвідношення підресореної і непідресореної мас. Добре відомо, що навантажена вантажівка (істотно збільшується підресорена маса при постійній непідресореній) йде відчутно плавніше, ніж порожня.
Крім того, величина непідресореної маси безпосередньо впливає на роботу підвіски автомобіля. Якщо безпружинна маса дуже велика (скажімо, у випадку із залежною задньою підвіскою задньопривідного автомобіля у вигляді важкого жорсткого моста, що об'єднує в масивному картері редуктор головної передачі, півосі, ступиці коліс, гальмівні механізми і самі колеса) — то дуже великий і момент інерції, що одержується деталями підвіски при проїзді нерівностей. Це означає, що при проїзді послідовних нерівностей («хвиль» покриття) на швидкості, важкий задній міст просто не буде встигати «приземлятися» під впливом пружних елементів, і його зчеплення з дорогою істотно падає, що створює можливість для дуже небезпечного зносу задньої осі, особливо на покритті з малим коефіцієнтом зчеплення (слизькому).
Підвіска з малими безпружинними масами, наприклад більшість типів незалежної або залежної типу «Де Діон», практично не мала цього недоліку.

## Класифікація
В цілому, всі підвіски поділяються на два великі типи, що мають принципові відмінності по характеру роботи — залежні і незалежні.

У залежній підвісці колеса однієї осі жорстко пов'язані між собою. Вони завжди паралельні один одному (або іноді мають невеликий заданій, на етапі проектування, розвал), і на рівному покритті — перпендикулярні до поверхні дороги. На нерівному покритті перпендикулярність коліс до дороги може порушуватися (середній рисунок)

В залежній підвісці колеса однієї осі так чи інакше жорстко пов'язані між собою, і переміщення одного колеса осі однозначно впливає на інше.
Це найстаріший варіант підвіски, успадкований автомобілями ще від кінних екіпажів.
Тим не менш, вона безперервно удосконалювалася, і застосовується в тому чи іншому вигляді до сих пір. Найдосконаліші варіанти такої підвіски (наприклад, «Де Діон») поступаються незалежним лише по ряду параметрів, і то — незначно і тільки на нерівній дорозі, маючи при цьому ряд важливих переваг перед ними (в першу чергу — те, що, на відміну від незалежних підвісок, колія коліс не змінюється, вони завжди паралельні один одному, або в разі неведучого моста можуть мати невеликий заданій розвал, а на порівняно рівному покритті — завжди залишаються в найвигіднішому положенні — приблизно перпендикулярно поверхні дорозі, незалежно від ходів підвіски і нахилів кузова).

У незалежній підвісці переміщення одного колеса не впливає, або практично не впливає, на інше. Характер їх переміщення один відносно одного і відносно дороги задається геометрією конкретної підвіски

В незалежній підвісці колеса однієї осі не мають жорсткого зв'язку, і переміщення одного з них або ніяк не впливає на друге, або має на нього лише невеликий вплив. При цьому установчі параметри — такі, як колія, розвал коліс, а в деяких типах і колісна база — змінюються при стисненні і відбої підвіски, іноді в досить значних межах.
В даний час такі підвіски найпоширеніші завдяки поєднанню порівняній дешевизні та технологічності з хорошими кінематичними параметрами.

### Залежні

#### На поперечній ресорі

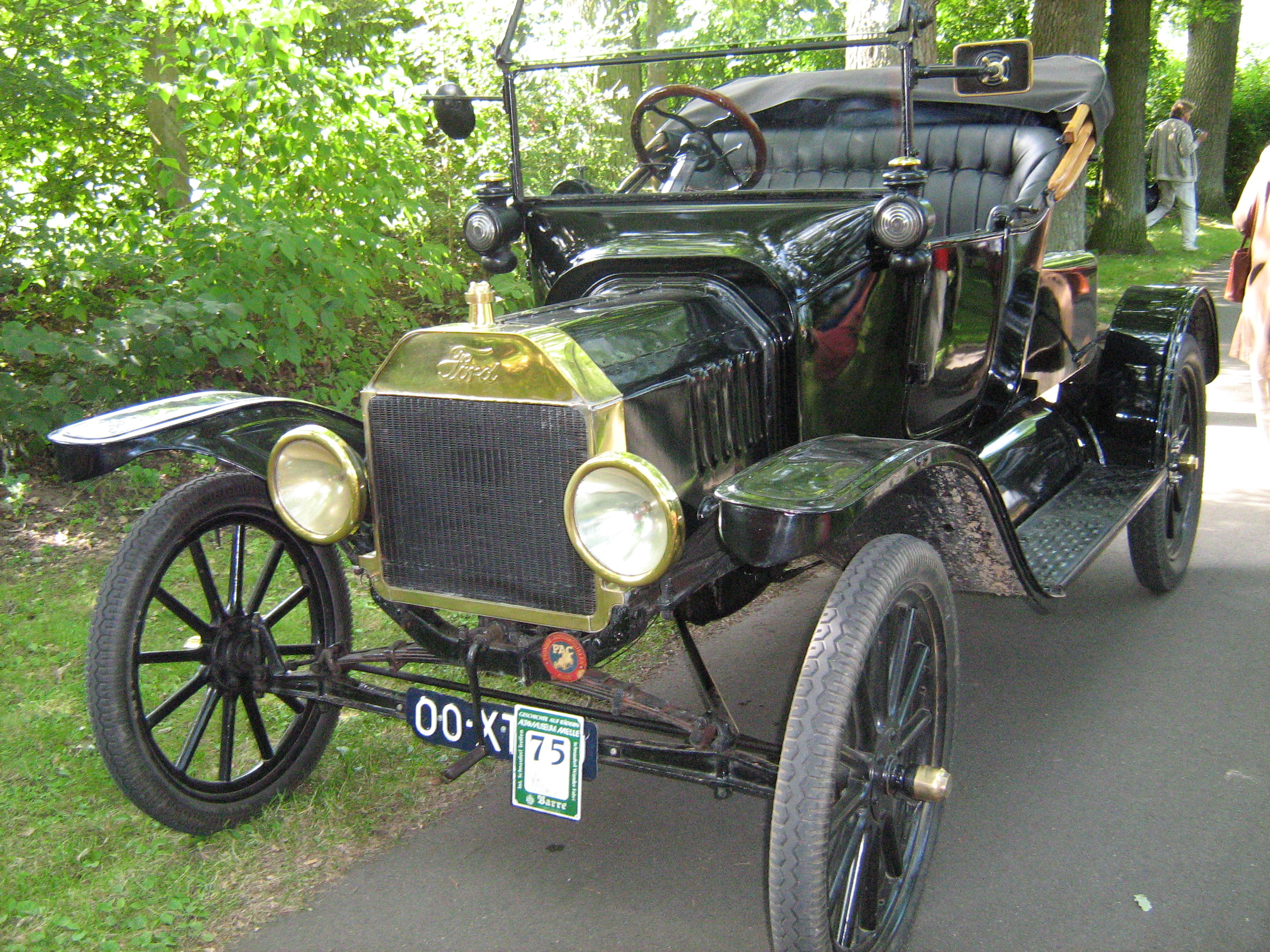
Ford T, добре видно підвіску переднього моста на поперечній ресорі

Цей дуже простий і дешевий тип підвіски широко застосовувався в перші десятиліття розвитку автомобіля, але у міру зростання швидкостей руху майже зовсім вийшов з ужитку.
Підвіска складалася з нерозрізної балки моста (ведучого або неведучого) і розташованої над ним напівеліптичної поперечної ресори. У підвісці ведучого моста виникала необхідність розміщення його масивного редуктора, тому поперечна ресора мала форму великої літери «Л». Для зменшення піддатливості ресори використовувалися поздовжні реактивні тяги.
Цей тип підвіски найбільш відомий по автомобілях Ford Model T і Форд-А/ГАЗ-А На автомобілях «Форд» цей тип підвіски використовувався аж до моделі 1948 року (включно). Інженери ГАЗ-у відмовилися від нього вже на моделі ГАЗ-М1, створеної на основі Форд B, але мала повністю перероблену підвіску на поздовжніх ресорах. Відмова від такого типу підвіски на поперечній ресорі в даному випадку була пов'язана найбільшою мірою з тим, що вона, з досвіду експлуатації ГАЗ-А, мала недостатню живучість на вітчизняних дорогах.
Найбільш же істотним недоліком схеми з поперечною ресорою було те, що вона, маючи велику піддатливість в поздовжньому напрямку навіть незважаючи на наявність реактивної тяги, при русі непередбачувано змінювала кут повороту моста, що було особливо відчутно в передній підвісці з керованими колесами і сприяло порушенню керованості автомобіля на великій швидкості. Навіть за мірками кінця сорокових років така підвіска спереду не забезпечувала автомобілю нормальної керованості на швидкості.
Залежна схема з поперечною ресорою і легкою балкою неведучого моста використовувалася в порівняно малонавантаженій задній підвісці багатьох передньоприводних автомобілів DKW і ранніх моделях НДР-івського Wartburg, що походять від них. Поздовжнє переміщення моста при цьому контролювалося двома поздовжніми реактивними тягами.

#### На поздовжніх ресорах

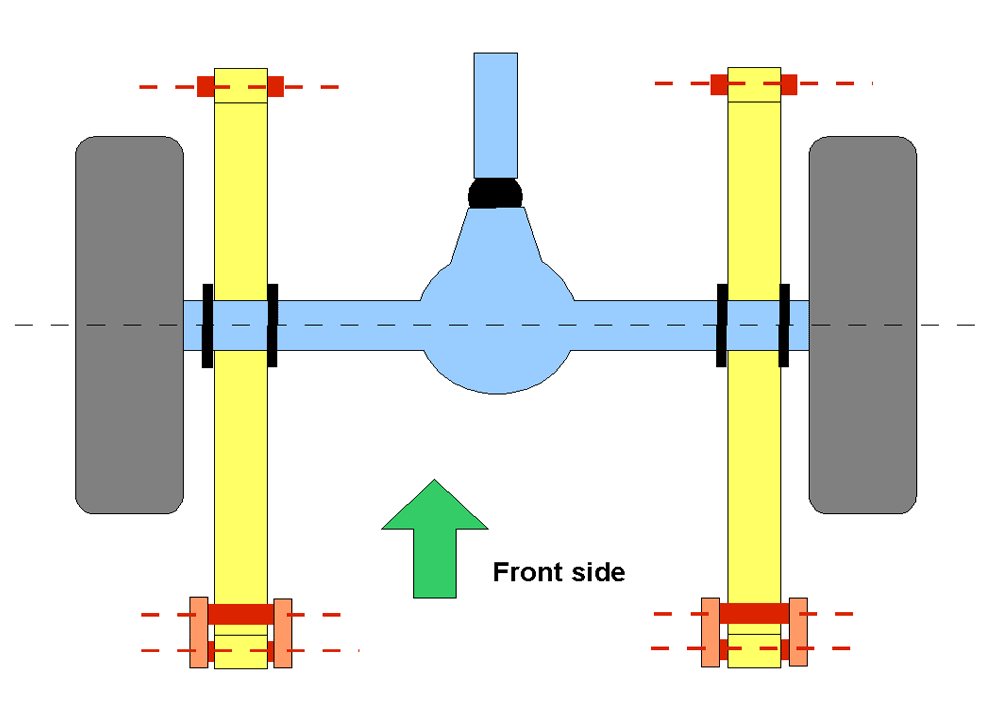

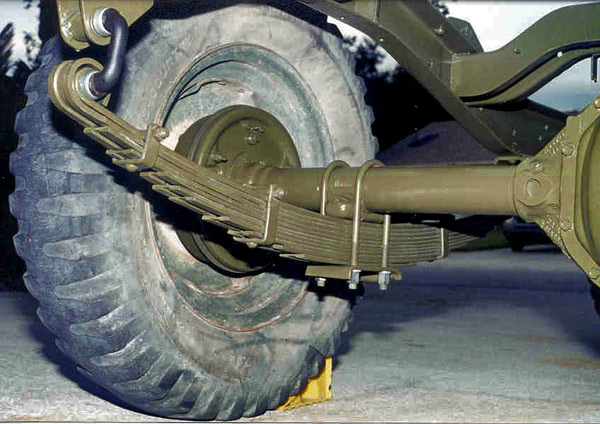

Це — ймовірно, найдавніший варіант підвіски. У ній балка моста підвішена на двох поздовжньо орієнтованих ресорах. Міст може бути як ведучим, так і неведучим, та розташований як над ресорою (зазвичай на легкових автомобілях), так і під нею (вантажівки, автобуси, позашляховики). Як правило кріплення моста до ресори здійснюється за допомогою металевих хомутів приблизно на її середині (але звичайно з невеликим зсувом вперед).
Ресора в її класичному вигляді являє собою пакет з пружних металевих листів, з'єднаних хомутами. Лист, на якому розташовані вушка кріплення ресори, називається корінним — як правило, його роблять найтовстішим.
В останні десятиліття спостерігається перехід до малолистових або навіть однолистових ресор, іноді для них використовуються неметалеві композитні матеріали (вуглепластики і так далі).
Тим не менш, багатолистові ресори також мають свої переваги. Дві головні — це, по-перше, що виникає при міжлистовому терті ефект гасіння коливань, завдяки якому ресора працює як найпростіший фрикційний амортизатор (працюючи за рахунок тертя), а по-друге — те, що ресора має так звану прогресивну характеристику — тобто, її жорсткість збільшується по мірі зростання навантаження. Останнє є наслідком того, що жорсткість листів ресори збільшується зі зменшенням їхньої довжини. При невеликих навантаженнях деформуються тільки більш довгі та м'які листи, і ресора в цілому працює як м'яка, створюючи високу плавність ходу, при зростанні навантажень при великих ходах підвіски в роботу включаються короткі і жорсткі листи, жорсткість ресори в цілому нелінійно зростає і вона стає здатною без пробою витримати великі зусилля. Це аналогічно роботі пружин прогресивної дії (зі змінним кроком навивання), що порівняно недавно увійшли в практику масового автомобілебудування.

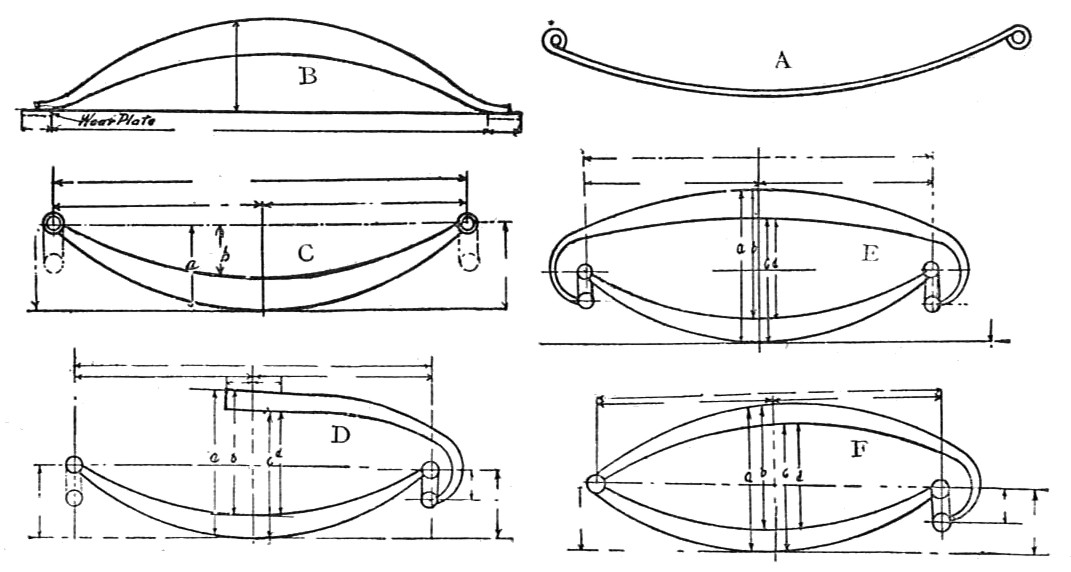
Старовинна ілюстрація, що показує форми різних ресор: напів- (A, B, C), 3/4- (D) і різні види еліптичних (E, F)

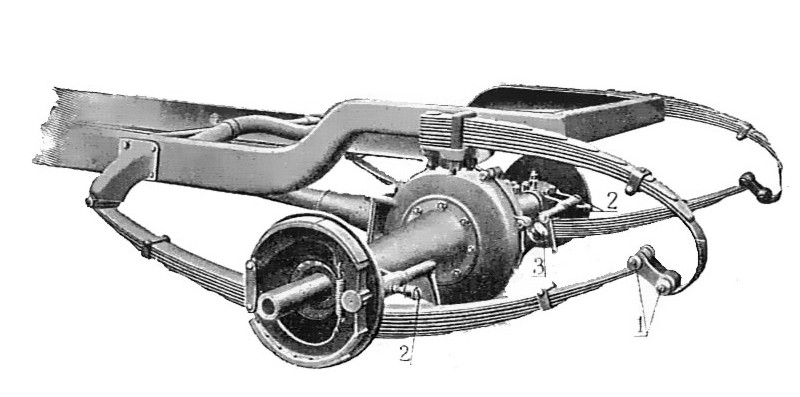
3/4-еліптичні ресори

Ресори в такій підвісці можуть бути чверть-, напів-, 3/4- і повністю еліптичними.
- Еліптична — в плані має форму, близьку до еліпса, використовувалися в підвісці кінних екіпажів і ранніх автомобілів, перевага — велика м'якість і як наслідок плавний хід, мінус — технологічна складність, мала міцність, велика чутливість до поздовжніх, поперечних і бічних сил, що викликають величезне «відведення» моста при роботі підвіски і S-подібний вигин при розгоні і гальмуванні — відповідно, порушення керованості, великий розмір;

- 3/4-елліптічна: має форму трьох чвертей еліпса, використовувалася на екіпажах і ранніх автомобілях завдяки своїй м'якості, до двадцятих років вийшла з ужитку з тих же причин, що і еліптична;

- Напівеліптична — у вигляді напівеліпса, найпоширеніший тип, являє собою компроміс між комфортабельністю, компактністю і технологічністю;

- Чверть-еліптична — конструктивно це половина напівеліптичних, як пружний елемент, досить жорстка, застосовувалася як правило для створення незалежної підвіски, рідше — залежною, наприклад на ГАЗ-67 (у передній підвісці, по дві ресори на борт над і під балкою переднього ведучого моста — всього чотири).

Поздовжні ресори в такій підвісці сприймають зусилля у всіх напрямках — вертикальному, бічному, поздовжньому, а також гальмівні і реактивні моменти, — що дозволяє виключити з конструкції підвіски додаткові елементи (важелі, реактивні тяги, розтяжки, і т. д.). Тому поздовжньо-ресорна підвіска характеризується простотою і відносною дешевизною (хоча виробництво ресор досить складне і вимагає добре поставленої технології). Крім того, оскільки ресора спирається на раму або кузов в двох широко рознесених точках, вона знімає напруги, що виникають при великому навантаженні в задній частині кузова або рами, завдяки чому така підвіска також характеризується високою живучістю на поганих дорогах і вантажопідйомністю. До переваг можна віднести також легкість варіювання жорсткості за рахунок підбору листів тієї чи іншої довжини і товщини.
До кінця сімдесятих років поздовжні напівеліптичні листові ресори дуже широко застосовувалися в залежній задній підвісці легкових автомобілів завдяки дешевизні, простоті і добрій живучості. Довгі ресори з відносно невеликою кількістю листів (малолистові) забезпечують, завдяки своїй м'якості, високу плавність ходу, завдяки чому довгий час застосовувалися на великих комфортабельних легкових автомобілях. На вантажних автомобілях поздовжні ресори довгий час були основним типом пружних елементів підвіски й продовжують використовуватися донині.
У даний час в підвісках сучасних легкових автомобілів поздовжні ресори в своєму традиційному вигляді практично не застосовуються, оскільки вони занадто піддатливі під дією поздовжніх і бічних сил, і за рахунок цього допускають в ході роботи підвіски (наприклад, на поворотах), непередбачуваний зсув («відведення») прикріпленого до них моста —- порівняно невеликий, але достатній для порушення керованості на порівняно великих швидкостях. Причому з ростом довжини ресори і зменшенням її жорсткості (тобто підвищенням плавності ходу і комфортабельності автомобіля) ці явища стають все більш вираженими. При розгоні поздовжні ресори допускають S-подібну деформацію, при якій міст повертається навколо своєї осі, що збільшує згинальну напругу, що діє в точках кріплення ресори.
Частково вирішує проблему збільшення ширини ресор (і така тенденція дійсно спостерігалася, наприклад, на ГАЗ-21 ресори мали ширину 55 мм, на ГАЗ-24 — 65 мм, на «Газелі» — 75 мм), зміщення точки кріплення моста і більш жорстких коротких листів до переднього кріплення ресори, а також введення в ресорну підвіску розтяжок і реактивних тяг. Однак найбільш переважна залежна підвіска з жорстко і однозначно заданою геометрією, на кшталт п'ятиважельної з тяги Панара або механізму Уатта, що виключає елемент непередбачуваності поведінки жорсткого моста. Введення в ресорну підвіску аналогічних жорстких напрямних елементів позбавило б її основних переваг — простоти і порівняної дешевизни, робить надмірно громіздкою, тому в таких випадках підвіска виконується зазвичай на інших типах пружних елементів, здатних сприймати тільки вертикальні зусилля — як правило, кручених пружинах, що працюють на крутних торсіонних стержнях або пневмобалонах.
Одиничні випадки застосування ресор в сучасних легкових автомобілях, наприклад, в підвісках автомобіля Chevrolet Corvette та деяких Volvo, пов'язані з їх використанням виключно як пружного елемента, геометрію ж підвіски при цьому задають важелі, аналогічні використовуваним в пружинній підвісці.
Класичні ж ресорні підвіски, в яких ресора працює і як пружний, і як напрямний елемент зустрічаються нині практично тільки на консервативних позашляховиках і вантажних автомобілях, іноді — в поєднанні з додатковими пружними елементами, наприклад — пневмобалонами (автобус «Богдан», деякі американські пікапи) .

#### З напрямними важелями

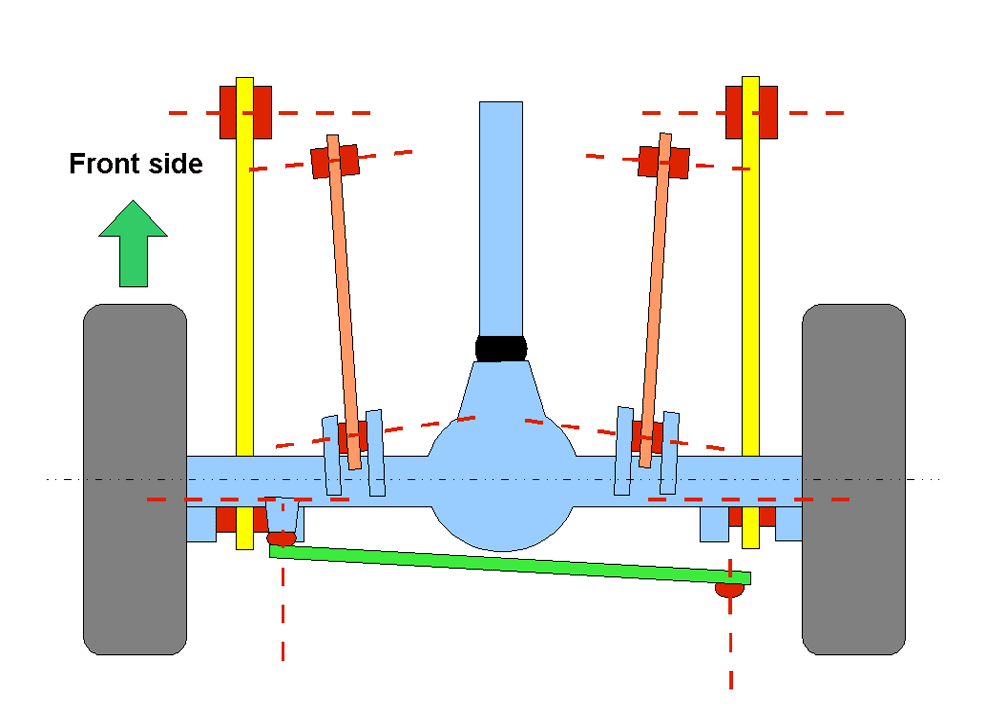

Існують різноманітні схеми таких підвісок з різною кількістю і розташуванням важелів. Часто застосовується показана на ілюстрації п'ятиважельна залежна підвіска з тягою Панара. Її перевага в тому, що важелі жорстко і передбачувано задають рух ведучого моста в усіх напрямках — вертикальному, поздовжньому і боковому.
Примітивніші варіанти мають менше число важелів. Якщо важеля всього два, при роботі підвіски вони перекошуються, що вимагає або їх власної піддатливості (наприклад, на деяких «Фіатах» початку шістдесятих років і англійських спорткарах важелі в пружинній задній підвісці робилися пружними, пластинчастими, по суті — аналогічними чверть-еліптичним ресорам), або особливого шарнірного з'єднання важелів з балкою, або піддатливості самої балки на кручення (так звані торсіонно-важільна підвіска із зв'язаними важелями, що досі широко поширена на передньопривідних автомобілях).
Як пружні елементи можуть використовуватися виті пружини і, наприклад, пневмобалони (особливо на вантажівках і автобусах, а також — в лоурайдерах. В останньому випадку потрібне жорстке задавання руху напрямного апарату підвіски в усіх напрямках, оскільки пневмобалони не здатні сприймати навіть невеликі поперечні і поздовжні навантаження.

#### З дишлом
Дишло в задній підвісці автомобілів застосовують для зменшення поздовжніх кренів при розгоні і гальмуванні. Дишло являє собою сильно вигнуту допереду поперечну трубу, на кінцях якої закріплені колеса з вальницями. Вигин труби й утворює дишло. Воно жорстко з'єднане з балкою ведучого заднього моста, а з кузовом з'єднується з допомогою шарніра. При розгоні дишло за рахунок сил, що діють на балку моста, підштовхує кузов вгору в точці кріплення, а при гальмуванні — підтягує вниз, запобігаючи «клюванню» кузова.

#### Типу «Де Діон»

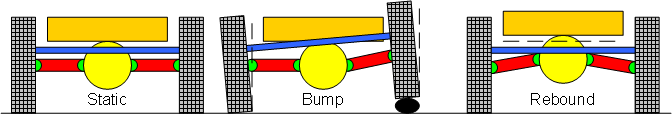
Підвіска «Де Діон» в схематичному зображенні: блакитний — нерозрізна балка підвіски, жовтий — головна передача з диференціалом, червоний — півосі, зелений — шарніри на них, оранжевий — рама або кузов

Підвіску «Де Діон» можна охарактеризувати як проміжний тип між залежними і незалежними підвісками. Цей тип підвіски може використовуватися тільки на ведучих мостах, точніше кажучи, тільки ведучий міст може мати тип підвіски «Де Діон», оскільки вона була розроблена як альтернатива нерозрізному ведучому мосту і передбачає наявність на осі ведучих коліс.
У підвісці «Де Діон» колеса з'єднані порівняно легкою, так чи інакше підресореною нерозрізною балкою, а редуктор головної передачі нерухомо кріпиться до рами або кузова і передає обертання на колеса через півосі з двома шарнірами на кожній.

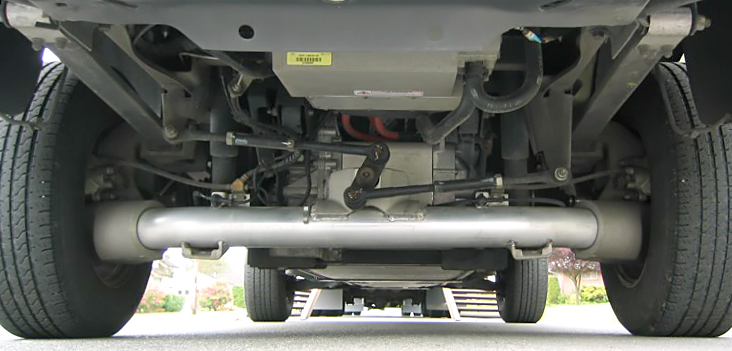

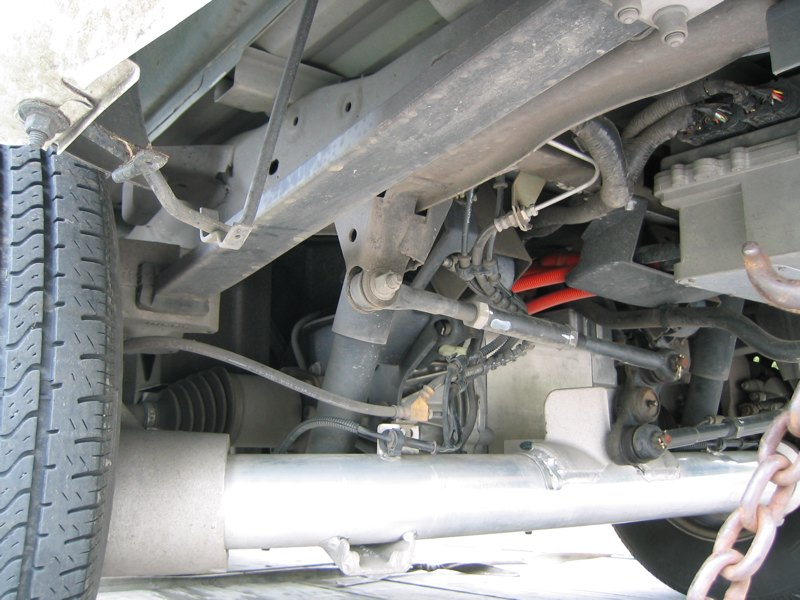

Це дозволяє звести до мінімуму безпружинні маси (навіть у порівнянні з багатьма видами незалежної підвіски). Іноді для поліпшення цього ефекту навіть гальмівні механізми переносять до диференціалу, залишаючи непідресореним лише ступиці коліс і самі колеса.
При роботі такої підвіски змінюється довжина півосей, що змушує виконувати їх з рухомими в поздовжньому напрямку шарнірами рівних кутових швидкостей (як на передньопривідних автомобілях). На англійському Rover SD1 використовувалися звичайні карданні шарніри, і для компенсації, балку підвіски довелося виконати з унікальним по конструкції ковзаючим шарніром, що дозволяв їй збільшувати або зменшувати свою ширину на кілька сантиметрів при стисненні і відбої підвіски.
«Де Діон» є технічно досить досконалим типом підвіски, і по кінематичним параметрам перевершує навіть багато видів незалежних, поступаючись найкращим з них лише на нерівній дорозі, і то за окремими показниками. При цьому і собівартість його досить висока (вище, ніж у багатьох типів незалежної підвіски), тому застосовується вона порівняно рідко, зазвичай — на спортивних автомобілях. Наприклад, таку підвіску мали багато моделей Alfa Romeo. З недавніх автомобілів з такою підвіскою можна назвати Smart.

### Незалежні

#### З коливальними півосями

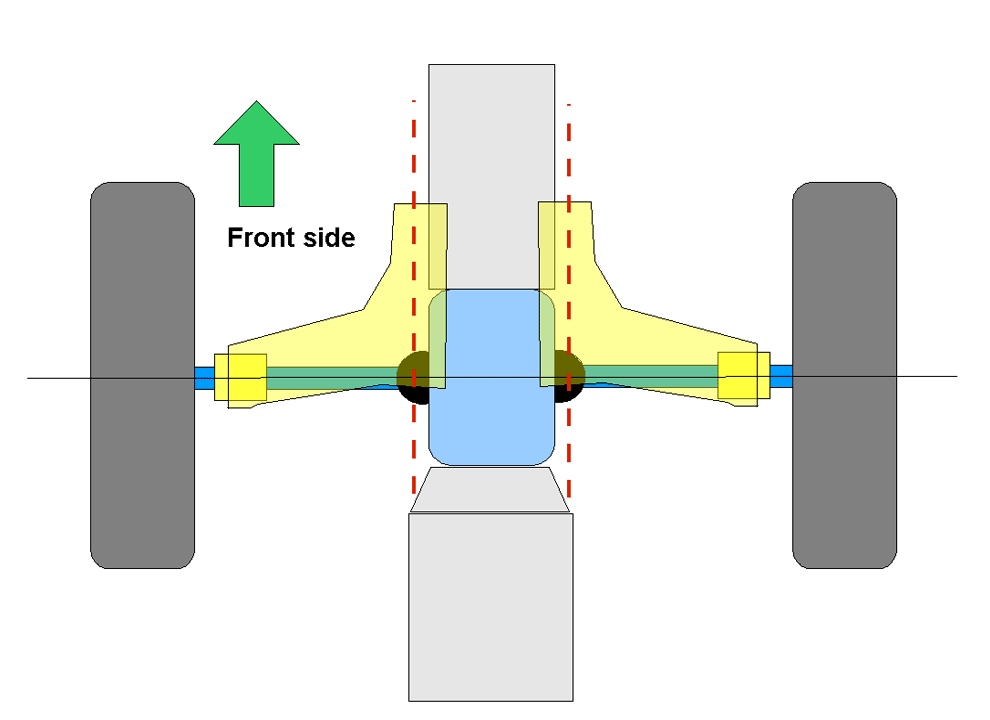

Підвіска з коливальними півосями має по одному шарніру на кожному з них. Це забезпечує їх незалежне підресорювання, але при роботі підвіски такого типу змінюються в великих межах як колія, так і розвал коліс, що робить таку підвіску кінематично недосконалою.
Завдяки простоті і дешевизні така підвіска свого часу широко використовувалася як ведучий задній міст на задньоприводних автомобілях. Однак у міру зростання швидкостей і вимог до керованості від неї стали повсюдно відмовлятися, як правило — на користь складнішої, але і досконалішої підвіски на поздовжніх або косих важелях. Наприклад, ЗАЗ-965 мав коливальні півосі в задній підвісці, але його наступник ЗАЗ-966 вже отримав косі важелі і півосі з двома шарнірами на кожній. Точно таку ж трансформацію зазнала і задня підвіска другого покоління американського Chevrolet Corvair.
На передньому мості така підвіска застосовувалася дуже рідко, і практично виключно на малошвидкісних, легких задньомоторних автомобілях (наприклад, Hillman Imp).
Існували й поліпшені варіанти такої підвіски. Наприклад, на деяких моделях Mercedes-Benz шістдесятих років використовувався задній міст з одним шарніром посередині, половинки якого працювали як коливальні півосі. Такий варіант підвіски відрізняється меншою зміною її установчих параметрів при роботі. Між половинками моста встановлювався додатковий пневматичний пружний елемент, що дозволяв регулювати висоту кузова автомобіля над дорогою.
На деяких автомобілях, — наприклад, пікап «Форд» середини 1960-х років, застосовувалися неведучі мости з коливальними півосями, точки кріплення яких були розташовані близько до коліс протилежного борту. Півосі при цьому виходили дуже довгими, майже у всю колію автомобіля, і зміна колії і розвалу коліс була не так помітна.
В даний час така підвіска практично не застосовується.

#### На поздовжніх важелях

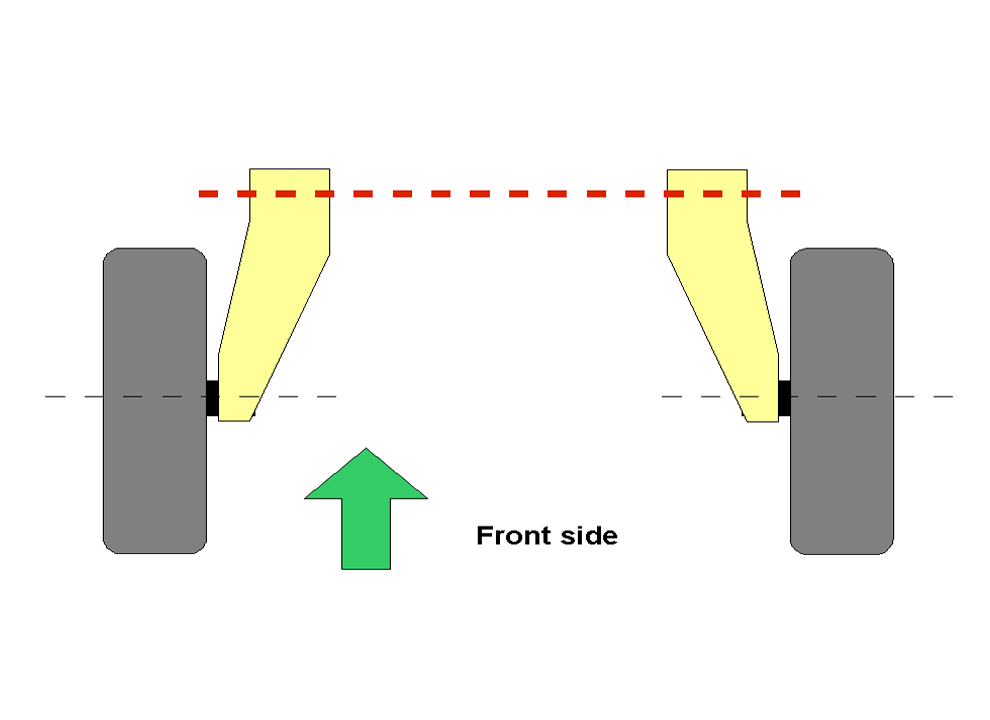

У цій підвісці кожне з коліс однієї осі прикріплено до поздовжнього важеля, закріпленого на рамі або кузові, рухоме.
Цей тип незалежної підвіски простий, але недосконалий. При роботі такої підвіски в досить великих межах змінюється колісна база автомобіля, правда колія при цьому залишається постійною. При повороті колеса в ній нахиляються разом з кузовом істотно більше, ніж в інших конструкціях підвісок. Поздовжні важелі сприймають зусилля, що діють у всіх напрямках, а значить — піддаються великим навантаженням на кручення і вигин, що вимагає їх великої твердості і, відповідно, обважнення.
Крім того, для неї характерне дуже низьке, в районі полотна дороги, розташування центру нахилу, що є недоліком для задньої підвіски.
Крім простоти, як переваги такої підвіски можна назвати те, що між важелями підлогу автомобіля можна виконати абсолютно рівною, збільшивши обсяг, доступний для пасажирського салону або багажника. Це особливо відчувається при застосуванні як пружних елементів торсіонів, завдяки чому підвіска на поздовжніх важелях з поперечними торсіонними валами свого часу широко використовувалася на французьких автомобілях.
Свого часу (переважно 1970-ті —1980-ті роки), така підвіска з традиційними пружинними або гідропневматичними пружними елементами досить широко застосовувалася на задній осі передньопривідних автомобілів. Однак згодом вона в цій ролі була витіснена розробленою «Ауді» напівзалежною підвіскою з пов'язаними важелями, більш компактною і технологічною типу «Мак Ферсон» (в англомовних країнах таку підвіску на задній осі називають «Чепмен») або (вже в кінці 1980-тих — в 1990-ті роки) найбільш кінематично досконалою на подвійних поперечних важелях.
Як передня така підвіска зрідка застосовувалася на конструкціях, розроблених до 1950-х років, а згодом — через свою недосконалість практично виключно на дешевих малошвидкісних автомобілях (наприклад, Citroën 2CV).
Крім того, підвіска на поздовжніх важелях дуже широко застосовується на легких причепах.

#### На косих важелях

Це по суті різновид підвіски на поздовжніх важелях, створена в прагненні позбутися від її вроджених вад. Вона майже завжди використовується на задній ведучій осі.
У ній осі гойдання важелів розташовані під деяким кутом. Завдяки цьому зміна колісної бази мінімізується в порівнянні з підвіскою на поздовжніх важелях, зменшується і вплив нахилів кузова на нахил коліс (але з'являється зміна колії).
Існує два види такої підвіски.
У першому використовується по одному шарніру на кожній півосі, як в підвісці з коливальними півосями (іноді її й вважають різновидом останньої), при цьому вісь коливання важеля повинна проходити через центр шарнірів півосей (розташованих в районі їх прикріплення до диференціалу), тобто розташована під кутом 45 градусів до поперечної осі автомобіля. Це здешевлює підвіску, але при її роботі сильно змінюються розвал і сходження коліс, в повороті зовнішнє колесо «підламується» під кузов, а центр нахилу виявляється дуже високим (ті ж недоліки характерні і для підвіски на коливальних півосях). Цей варіант застосовувався практично виключно на дешевих, легких і малошвидкісних, як правило — задньомоторних автомобілях (ЗАЗ-965, Fiat 133, і так далі).
У другому варіанті (саме він зображений на ілюстрації), кожна піввісь має по два шарніри — внутрішній і зовнішній, при цьому вісь хитання важеля не проходить через внутрішній шарнір, і її кут з поперечною віссю автомобіля становить не 45, а 10-25 градусів, що більш вигідно з точки зору кінематики підвіски. Це зменшує зміну колії і розвалу коліс до прийнятних величин.
Другий варіант в 1970-ті —1980-ті роки дуже широко застосовувався на задньопривідних автомобілях, як правило безпосередньо замінивши на попередніх поколіннях залежні підвіски з нерозрізним мостом, що використовувалися. Можна назвати такі моделі, як «Запорожець» ЗАЗ-966 і -968, BMW 3-ї — 7-ї серій, деякі моделі Mercedes-Benz, Ford Granada, Ford Sierra, Ford Scorpio, Opel Senator, Porsche 911 і так далі. Як пружні елементи застосовувалися традиційні виті пружини, торсіонні вали, іноді — пневмобалони. Згодом у міру вдосконалення підвісок автомобілів і підвищення вимог до стійкості і керованості він був витіснений або дешевшою і компактнішою підвіскою «Макферсон» («Чепмен»), або досконалішою на подвійних поперечних важелях.
На передньоприводних автомобілях така підвіска застосовувалася рідко, оскільки для них її кінематичні переваги мало значимі (в них роль задньої підвіски взагалі набагато менше, ніж у задньоприводних). З прикладів можна назвати, наприклад, Trabant, у якого пружним елементом в підвісці на косих важелях служила закріплена в своєму центрі на кузові поперечна ресора, кінці якої кріпилися до кінців А-подібних косо розташованих важелів.

#### На поздовжніх і поперечних важелях
Це складний і такий,що дуже рідко зустрічається,тип підвіски.
По суті,він був варіантом підвіски макферсон, але для розвантаження бризковика крила,пружини розташовувалися не вертикально,а горизонтально поздовжньо, і упиралися заднім торцем в перегородку між моторним відсіком і салоном (щит передка).
Для передачі зусилля від амортизаторної стійки на пружини було необхідним введення додаткового,коливального у вертикальній площині,поздовжнього важеля з кожного борту, передній кінець якого шарнірно закріплювався нагорі стійки, задній — також шарнірно на щиті передка, а в його середній частині був упор для переднього торця пружини.
Через свою складність така підвіска втратила основні переваги схеми макферсон — компактність, технологічну простоту, невелику кількість шарнірів і малу собівартість, зберігши всі її кінематичні недоліки.
Таку підвіску мали англійські «Ровери» Rover P6 і Rover SD1, а також німецькі Glas 700, S1004 і S1204.
Схожі додаткові поздовжні важелі були в передній підвісці першого «Мерседеса» S-класу, але пружини розташовувалися все ж традиційно — у вертикальному положенні між кузовом і нижніми поперечними важелями, а самі невеликі поздовжні важелі служили тільки для поліпшення кінематики.

#### На подвійних поздовжніх важелях
У цій підвісці з кожного боку є по два поздовжніх важеля. Як правило така підвіска застосовувалася на передній осі порівняно малошвидкісних задньомоторних автомобілях — характерними прикладами її використання є «Volkswagen Käfer» і перші покоління «Volkswagen Transporter», ранні моделі спорткарів «Porsche», а також мотоколяска С-3Д і «Запорожець».
Всі вони мали по суті загальну конструкцію (так звана «система Порше», в честь винахідника) — як пружні елементи застосовувалися розташовані один над одним поперечні торсіонні вали, що з'єднують пару важелів, причому торсіони були поміщені в поперечину підвіски труби, що утворилась (у пізніх моделей «Запорожця» крім торсіонів як додаткові пружні елементи застосовувалися також циліндричні виті пружини, розташовані навколо амортизаторів).
Головною перевагою такої підвіски є велика компактність в поздовжньому і вертикальному напрямках. Крім того, поперечина підвіски розташована далеко попереду осі передніх коліс, завдяки чому з'являється можливість сильно винести салон вперед, розмістивши ноги водія і переднього пасажира між арками передніх коліс, що дозволяло істотно скоротити довжину задньомоторного автомобіля. При цьому, однак, розташований спереду багажник опинявся досить скромним за обсягом, саме через винесену далеко вперед поперечки підвіски.
З точки зору кінематики ця підвіска недосконала: в ній відбуваються хоча і менші в порівнянні з одинарними поздовжніми важелями, але все ж суттєві зміни колісної бази при ходах відбою і стиснення, і так само присутня сильна зміна розвалу коліс при нахилах кузова. До цього слід додати, що важелі в ній повинні виносити великі згинальні і крутильні навантаження з боку як вертикальних, так і бічних сил, що змушує робити їх досить масивними.

#### На подвійних поперечних важелях
У цій підвісці з кожного боку автомобіля розташовано два поперечних важелі, внутрішні кінці яких рухомо закріплені до кузова, поперечині або рамі, а зовнішні з'єднані зі стійкою, що несе колесо — як правило поворотною в передній підвісці і неповоротною в задній.
Зазвичай верхні важелі коротше нижніх, що забезпечує вигідне з точки зору кінематики, зміну розвалу коліс у бік більшого негативного при ході стиснення підвіски. Важелі можуть бути як паралельні один одному, так і перебувати один щодо одного під певним кутом в подовжній і поперечній площинах. Нарешті, один з важелів або вони обидва можуть бути замінені поперечною ресорою (про такий тип підвіски див. нижче).
Фундаментальна перевага такої підвіски — можливість для проектувальника шляхом вибору певної геометрії важелів жорстко поставити всі основні установні параметри підвіски — зміна розвалу коліс і колії при ходах стиснення і відбою, висоту поздовжнього і поперечного центрів нахилу, і так далі. Крім того, така підвіска нерідко повністю монтується на поперечині, що кріпиться до кузова або рами, і таким чином являє собою окремий агрегат, який може бути цілком демонтований з автомобіля для ремонту або заміни.
З точки зору кінематики і керованості подвійні поперечні важелі вважаються найдосконалішим типом напрямного апарату, що обумовлює дуже широке поширення такої підвіски на спортивних і гоночних автомобілях. Зокрема, всі сучасні боліди «Формули-1» мають саме таку підвіску як спереду, так і ззаду. Більшість спортивних автомобілів і представницьких седанів в наші дні також використовують цей тип підвіски на обох осях.
Якщо підвіска на поперечних важелях використовується для підресорювання поворотних коліс, її конструкція повинна забезпечувати їх поворот на необхідні кути. Для цього або саму стійку, що з'єднує важелі, виконують поворотною, використовуючи для її з'єднання з важелями спеціальні кульові шарніри з двома ступенями свободи (їх часто називають «кульові опори», але насправді опорою з них є тільки нижній шарнір, на який стійка дійсно спирається), або стійка виконується неповоротною і гойдається на звичайних циліндричних шарнірах з одним ступенем свободи (наприклад, різьбових втулках), а поворот коліс забезпечується за рахунок обертового в підшипниках вертикального стрижня — шво́рня, що грає роль реально існуючої осі повороту коліс.
Навіть якщо в підвісці конструктивно відсутні шворні, і стійка виконана поворотною на кульових шарнірах — все одно часто говорять про шворні («віртуальному») як осі повороту коліс, а також про кути його нахилу — поздовжньому («кастер») і поперечному.
У даний час шворні використовуються як правило в підвісках вантажівок, автобусів, важких пікапів і позашляховиків, а в підвісках легкових автомобілів при необхідності забезпечення повороту коліс застосовуються стійки з кульовими шарнірами, оскільки вони не вимагають частого змащування.

##### Пружинні

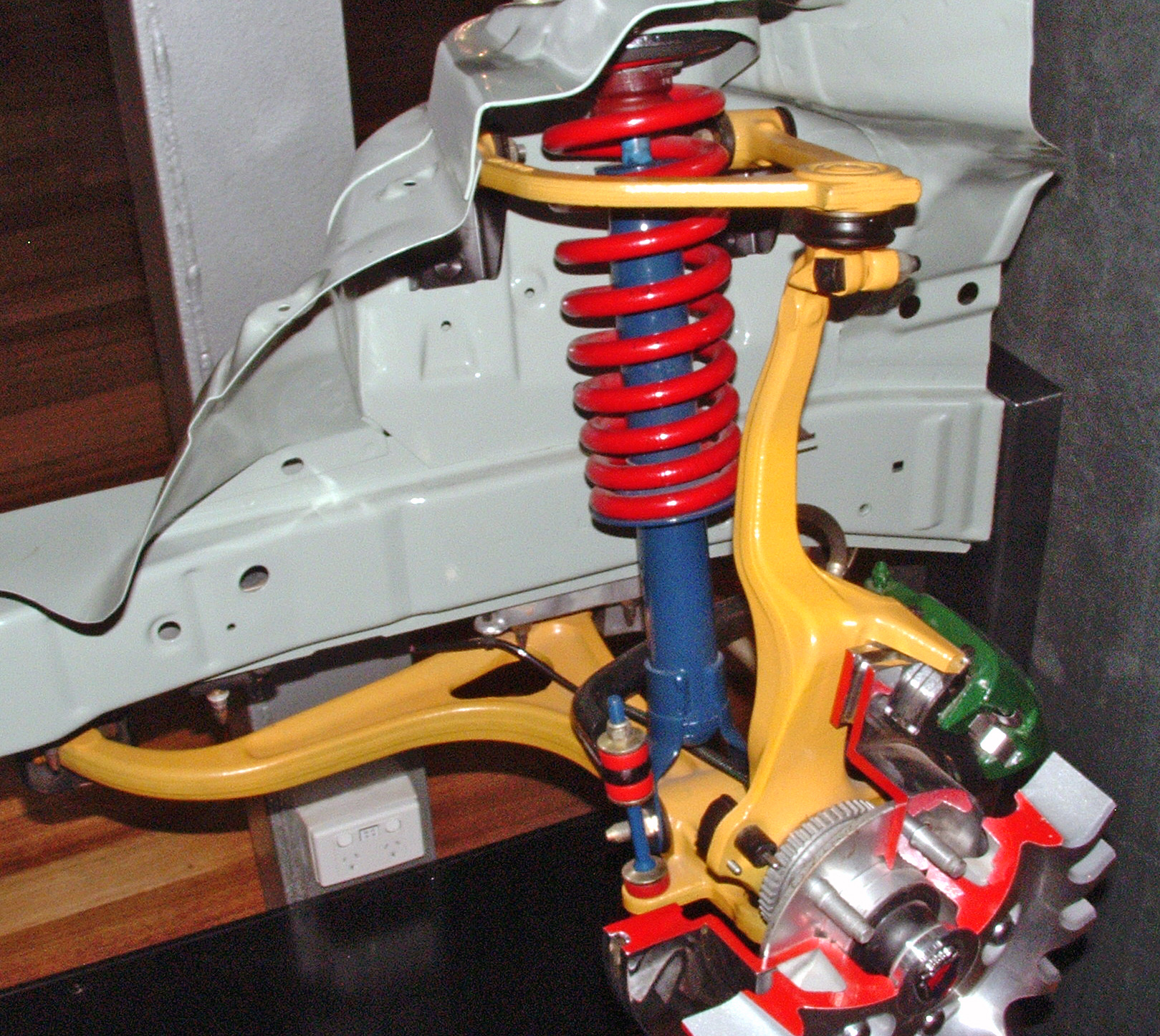
Передня підвіска на подвійних поперечних важелях

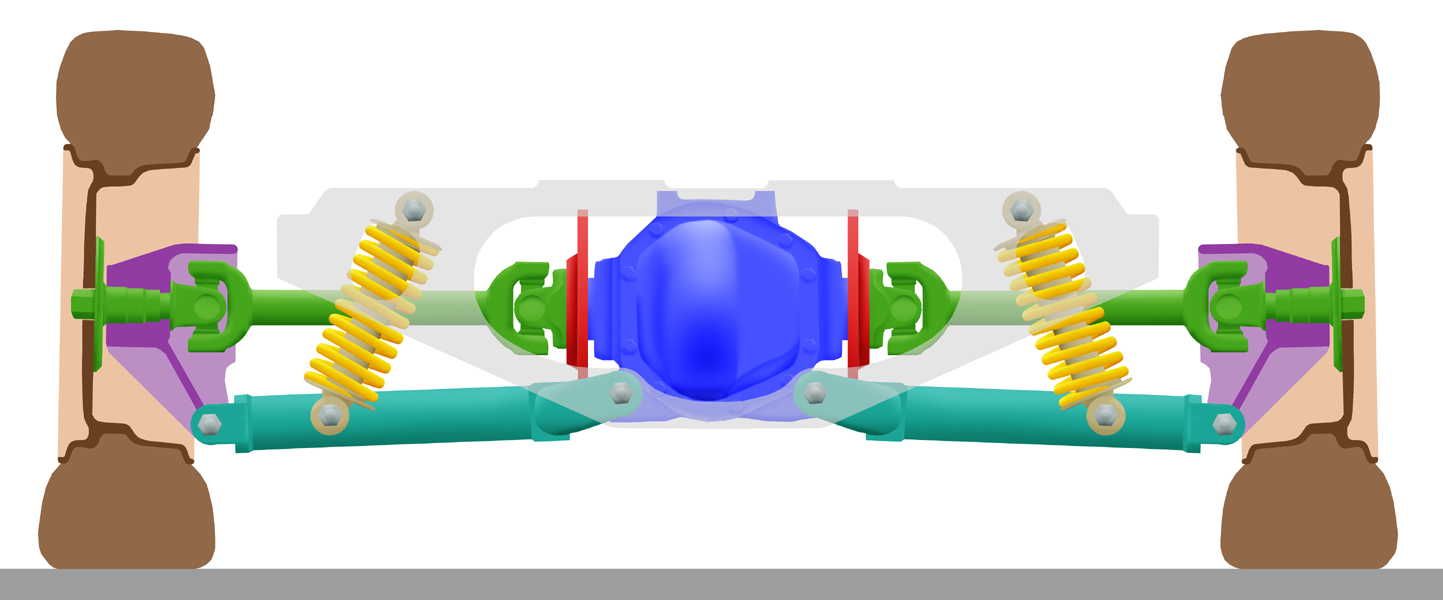
Задня підвіска автомобілів «Ягуар» (1961—1996 роки), в якій роль верхніх важелів відіграють півосі

Класичний варіант передньої незалежної підвіски для легкових автомобілів. Як пружний елемент використовуються гвинтові пружини, як правило розташовані між важелями, рідше — винесені в простір над верхнім важелем і спираються на бризковики крила, як у підвісці макферсон.
Головна перевага — можливість задати за рахунок геометрії важелів потрібну мінімальну зміну розвалу і колії коліс в ході роботи підвіски.
З'явилася в тридцятих роках і швидко стала основним типом передньої підвіски на легкових автомобілях. До поширення в сімдесятих-вісімдесятих роках менш вдалої з точки зору геометричних параметрів і кінематики, але дешевої і компактнішої підвіски макферсон для передньої підвіски легкових автомобілів використовувалась найчастіше.
В даний час таку підвіску мають тільки порівняно дорогі автомобілі, наприклад Audi A4 або дорогі серії автомобілів Jaguar, причому як правило відразу і на передній, і на задній осі.

##### Торсіонні
Як пружні елементи використовуються поздовжньо розташовані торсіони — стрижні, що працюють на скручування. Як правило торсіони кріпляться до нижніх важелів.
Торсіони можуть розташовуватися як повздовж (в цьому випадку вони служать одночасно і осями важелів), так і поперечно (у другому випадку кожен з них може бути уподібнений принципу дії стабілізатора поперечної стійкості в традиційній підвісці, з тією різницею що поперечні торсіони мають з одного боку нерухоме кріплення, а стабілізатор закріплений лише на важелях підвіски, в точках ж кріплення до рами або кузова він може вільно провертатися, тому стабілізатор і не працює при стисканні або відбої підвіски одночасно з двох сторін — тільки при різнойменному ході протилежних коліс)
Така передня підвіска використовувалася на багатьох автомобілях фірм Packard, Chrysler та Fiat починаючи з п'ятдесятих років, радянських легкових ЗіС і деяких моделях французької фірми Simca, створених в роки співпраці з «Крайслером» (наприклад Simca 1307).
Характеризується високою плавністю ходу, компактністю (що наприклад дозволило на «Simca» розмістити між важелями приводи передніх коліс).

##### Ресорні

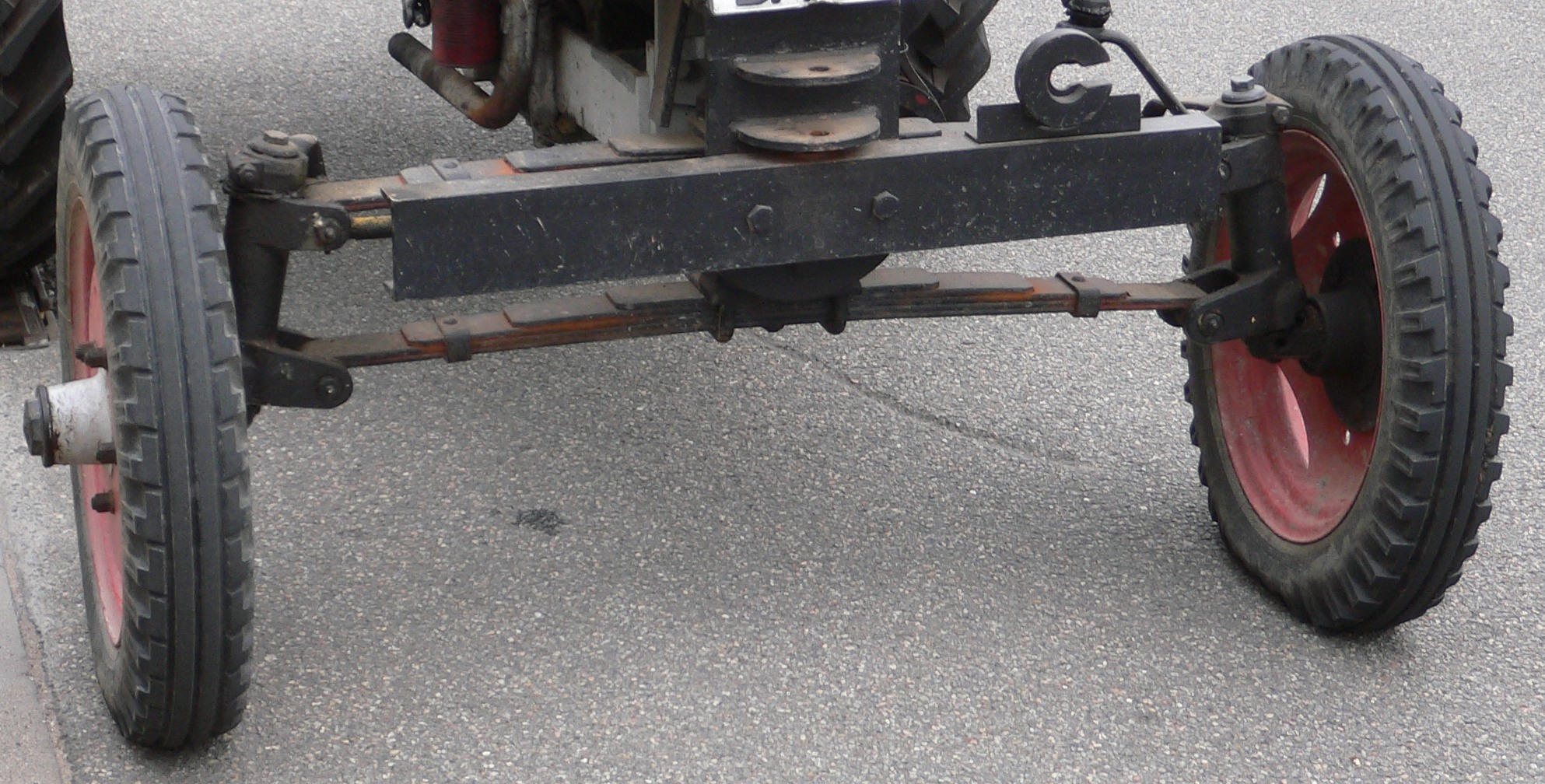

У цій підвісці як пружний елемент використовуються поперечні ресори (одна або дві). Поперечна ресора може бути закріплена в двох точках або в одній. Жорстко закріплена в одній точці (центрально) поперечна ресора має меншу піддатливістю в поперечному напрямку, але більшою в поздовжньому порівняно із закріпленою в двох точках. Закріплена в двох точках поперечна ресора працює як стабілізатор поперечної стійкості, часто взагалі виключаючи його з конструкції підвіски.
При цьому ресора може додатково виконувати функцію одного з важелів (як правило, верхнього) або навіть обох (як показано на ілюстрації). У цьому випадку через значно більшу піддатливість ресори в поздовжньому і поперечному напрямках у порівнянні з важелями на різьбових або гумометалевих (сайлентблоках) шарнірах геометрія підвіски сильно змінюється в ході її роботи, що негативно позначається на керованості автомобіля.
Тому підвіска з двома поперечними ресорами або з поперечною ресорою знизу і важелями зверху застосовувалася лише до сорокових —п'ятдесятих років, а згодом — тільки на легких задньомоторних автомобілях з відносно малонавантаженим передком (наприклад Fiat 600. Підвіска з двома поперечними ресорами іноді застосовувалася також на тракторах і малошвидкісній сільськогосподарській техніці завдяки своїй дешевизні і простоті (показано на ілюстрації).
Також зрідка застосовувалася схема підвіски на чотирьох (по дві на борт) поперечних напівресорах, або чвертьеліптичних ресорах, наприклад на довоєнних легкових автомобілях Packard. Чвертьеліптичні ресори набагато менш піддатливі в подовжньому і поперечному напрямку, ніж напівеліптичні, але в порівнянні зі справжньою підвіскою на поперечних важелях — все ж зайве. Крім того, вони досить жорсткі у вертикальному напрямку, що ускладнює створення комфортабельного автомобіля з плавним ходом.
Розташована зверху поперечна ресора піддається меншим навантаженням порівняно з розташованою знизу, тому компоновка підвіски з поперечною ресорою зверху і поперечними важелями знизу була поширеніша. Її часто використовували в передній підвісці передньопривідних автомобілів, оскільки на них між важелями проходять приводи передніх коліс, часто не залишаючи місця для пружин. В цьому випадку підвіска на поперечній ресорі виявлялася порівняно вдалим, економічним і недорогим рішенням для малошвидкісних автомобілів.
Наприклад, на передньопривідному Ford Taunus поколінь P4 і P6 (1962—1970) використовувалася саме така схема передньої підвіски — трикутні А-подібні важелі з дуже великою базою знизу і поперечна ресора зверху. При його максимальній швидкості, що ледь перевищувала 120 км/год, її вистачало для збереження адекватної керованості автомобіля, при цьому передня підвіска була досить простою і дешевою. Приблизно так само була організована передня підвіска і на італійських передньопривідних автомобілях Autobianchi Primula та Autobianchi A111, а також — і передня, і задня на західнонімецькому легкому військовому всюдиході Volkswagen Iltis.
З широким розповсюдженням в сімдесяті роки підвіски типу «Макферсон» для передніх провідних коліс легкових автомобілів і пружинно-амортизаторних стійок, які можна було розмістити в підвісці з двома поперечними важелями над верхнім важелем, залишивши місце для приводів коліс (Renault 12, Renault 18, Dacia 1300 і т. д.), підвіски на верхній поперечної ресорі вийшли з вжитку.

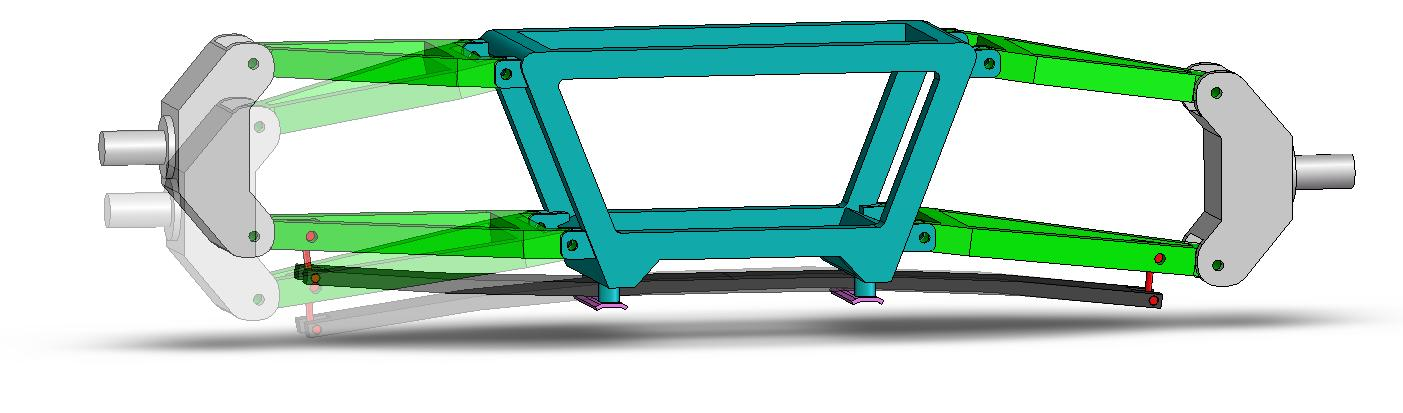

Найбільш же технічно досконалим типом такої підвіски є підвіска з двома поперечними важелями з кожного боку і прикріпленою до однієї з пар (верхньої або нижньої) поперечної ресори (на ілюстрації). Така підвіска по суті не має суттєвих відмінностей від підвіски з подвійними поперечними важелями і пружинами або торсіонами, ресора в ній відіграє роль виключно пружного, а не напрямного, елемента.
Головна її перевага — відносна компактність поперечної ресори, що зробило її вигідним вибором для конструкторів спорткарів зважаючи на компонувальні переваги. Наприклад, на Chevrolet Corvette останніх поколінь в передній і задній підвісках використовуються поперечні ресори, розташовані під нижнім важелем і шарнірно з'єднані з ним (чи з верхнім важелем, залежно від моделі). Так само використовувалися поперечні ресори в підвісках таких автомобілів, як Opel Kadett і в Fiat 127, Fiat 128 та Fiat Ritmo. У передній підвісці Lancia Flavia використовувалася поперечна ресора, розташована над верхніми важелями і шарнірно з ними поєднана. Поперечна ресора з композитного матеріалу використовується як пружний елемент в задній підвісці деяких сучасних моделей фірми Volvo і недавно існуючих фірми Cadillac, що дозволило заощадити місце в багажному відділенні.

##### Гідропневматичні та пневматичні
Як пружні елементи використовуються пневмобаллони (лоурайдери, дуже багато моделей легкових автомобілів північноамериканського виробництва кінця п'ятдесятих років, деякі історичні моделі Mercedes-Benz, Austin, Borgward та інших фірм) або гідропневматичні пружні елементи (знамениті підвіски фірми Citroën, зав'язані в єдину гідросистему з гідропідсилювачем керма і гальмами, здатні у великому діапазоні змінювати дорожній просвіт автомобіля).

#### «Макферсон»

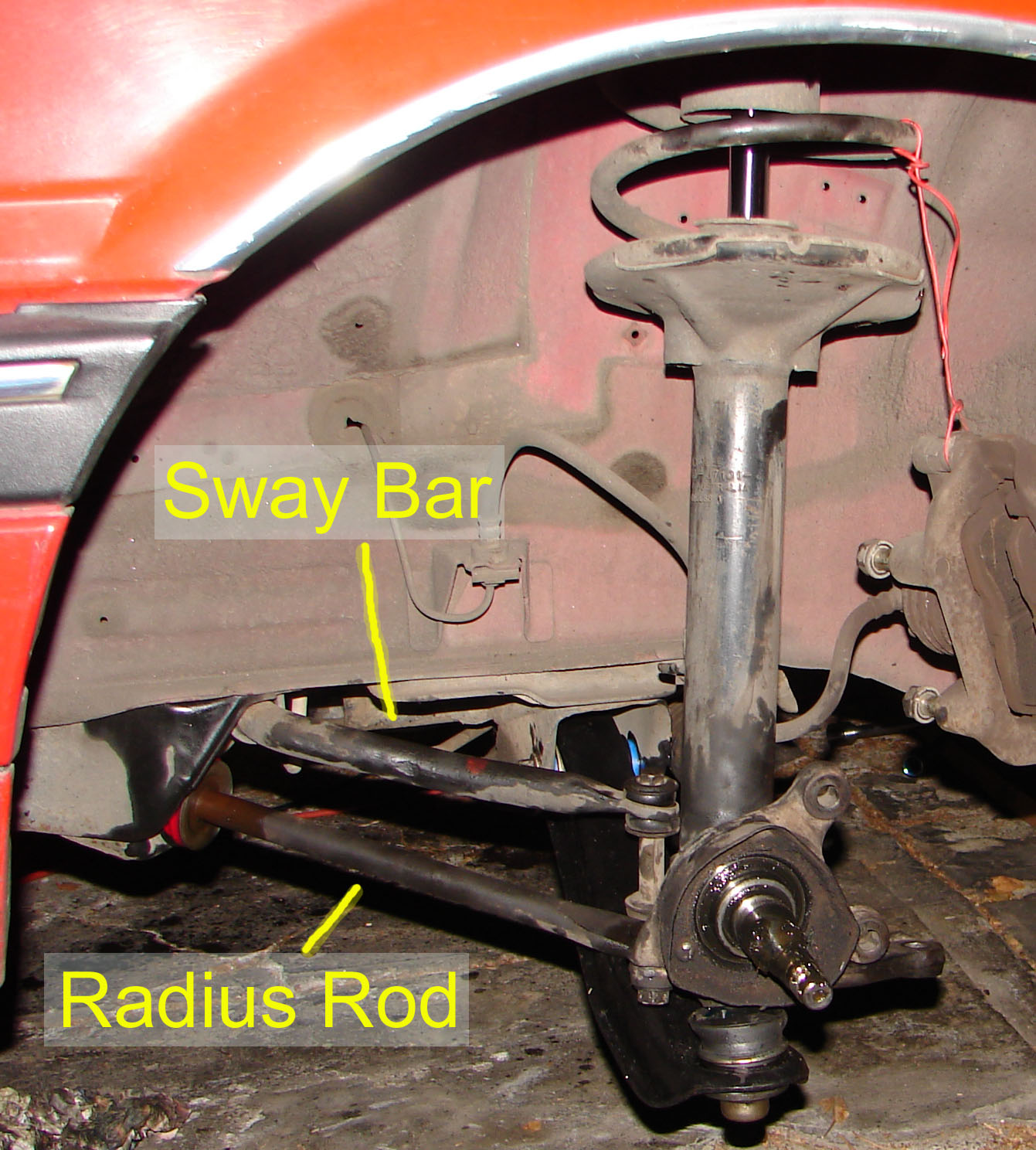

Найпоширеніший тип незалежної підвіски легкового автомобіля. Характеризується простотою, дешевизною, компактністю і порівняно оптимальною кінематикою.
В останні десятиліття спостерігається тенденція до заміни її на досконалішу з подвійними поперечними важелями в підвісці порівняно дорогих автомобілів. Наприклад, на Audi 80 та Audi 100 використовувався «Макферсон» спереду (і напівзалежна підвіска із зв'язаними поздовжніми важелями ззаду), а на моделях, що їх змінили, Audi A4 та Audi A6 — вже підвіска на подвійних поперечних важелях, причому і спереду, і ззаду. На бюджетних же моделях «Макферсон» і зараз вважається оптимальним рішенням з точки зору поєднання економії, компактності і кінематики.

#### Торсіонно-важільна (із зв'язаними важелями)

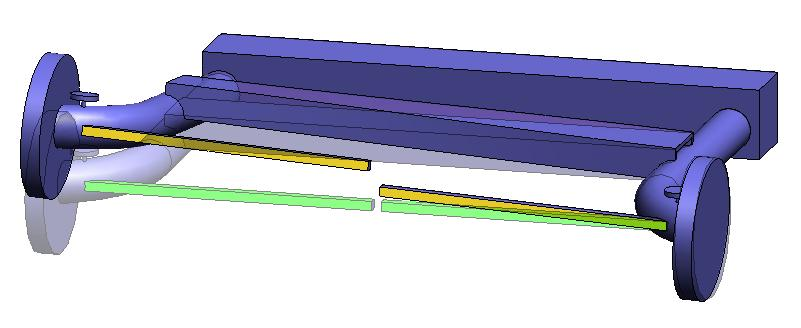

Дуже поширений у наш час тип напівзалежної підвіски задніх коліс з двома поздовжніми важелями, з'єднаними працюючою на скручування торсіонною балкою. Була розроблена фірмою Audi в сімдесятих роках, після чого дуже широко використовувалася (і використовується зараз, як правило на бюджетних моделях) як задня на передньопривідних автомобілях.

## Активна підвіска

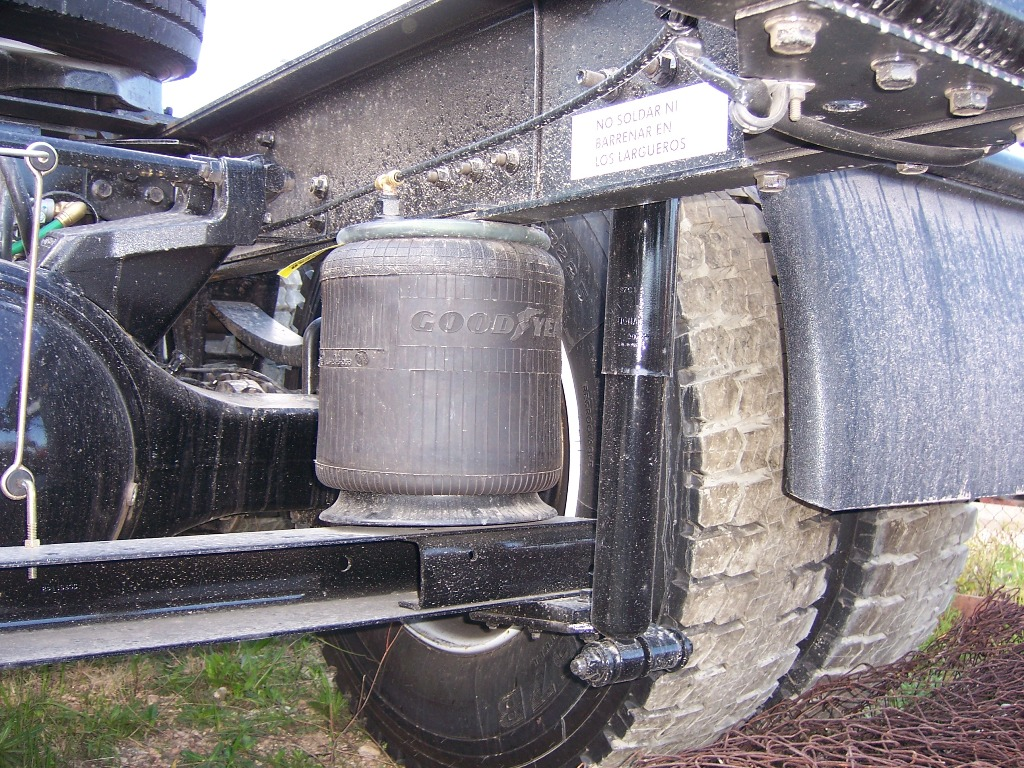
Пружний елемент пневмопідвіски

Активною називається підвіска, яка може змінювати положення і жорсткість пружних елементів по команді від пристрою керування, який у свою чергу отримує дані про стан кузова від різних датчиків. Найбільш широке застосування активна підвіска отримала в автобусах і тролейбусах, де вона дозволяє уникнути нахилу кузова при нерівномірному розподілі пасажирів по салону, і у вантажівках. У легкових автомобілях застосовується рідше через складність і дорожнечу. Наразі можна зустріти наступні основні варіації активної підвіски:
- гідромеханічна адаптивна система з додатковим клапаном

Залежно від частоти коливань підвіски клапан відкривається, перепускаючи рідину і роблячи підвіску більш м'якою.  Таким чином, на рівній дорозі амортизатори зберігають жорсткість, не даючи кузову кренитися в поворотах, а при в'їзді на розбиту грунтовку, де колеса починають стрибати, клапани в амортизаторах відкриваються, забезпечуючи більш плавну їзду.
- регулювання за допомогою електромагнітних перепускних клапанів

Отримуючи сигнал, вбудований в клапан соленоїд змінює його перетин, роблячи амортизатор більш жорстким або м'яким. Залежно від моделі система або управляється вручну, коли водій може вибрати один з декількох режимів, або працює як адаптивна, автоматично змінюючи жорсткість підвіски за показаннями датчиків. 
- застосування феромагнітної рідини

Ідея заснована на властивостях феромагнітної рідини, колоїдного розчину феромагнітних частинок в маслі. Під впливом магнітного поля в'язкість такої рідини плавно змінюється. Досить розташувати в поршні магніт - і ось вже система готова. Така конструкція має більш високу швидкодію в порівнянні зі звичайним електроприводом, не боїться прискорень, менш чутлива до нагрівання і дозволяє використовувати складні системи клапанів, що підвищує якість роботи підвіски в цілому.